# Beta RR
La RR è una gamma di motociclette prodotte in vari modelli e cilindrate dalla casa motociclistica Betamotor, serie avviata con sole motorizzazione a quattro tempi ad eccezione del 50 che ha una motorizzazione a due tempi, successivamente vennero introdotti altre cilindrate con questo motore. Si tratta essenzialmente di motoveicoli fuoristradistici destinati a un'utenza quotidiana (soprattutto per i 50 e i 125), derivati però da veicoli di chiara impostazione corsaiola pronto-gara (quali sono i 250 - 398 - 448 e 510 cm³). Si possono dividere tra modelli enduro e supermotard.

## Cilindrate

### 50
Prodotto dal 1998 al 2001 su base del precedente modello Beta RK6 che riceve alcuni aggiornamenti tecnici, in versione base e racing.
La versione racing monta forcelle regolabili e doppio radiatore,a discapito del miscelatore.
Nel 2002 il modello RR monta motore Minarelli Am6, a sua volta distinto in Enduro 50 (Base) e Enduro 50 Racing.
Entrambi montano una parte ciclistica e motoristica simile, condividono le plastiche del modello precedente ma gli adesivi vengono lievemente aggiornati, montano un nuovo fanale e vengono abbandonati i vecchi parasteli.
La seconda versione (racing) è alleggerita di oggetti superflui, come il gruppo miscelatore, protezione dell'espansione della marmitta, ed ha doppio radiatore, scarico racing, forcella idraulica ø 41mm della Paioli con regolazione del precarico e dell'estensione, forcellone in alluminio a sezione maggiorata, frizione rinforzata con campana a denti dritti ed altre modifiche minori.
Le versioni sono state create per utilizzi ben diversi: se quella standard è un ciclomotore con blocchi al motore e guidabile da 14 anni, la  versione Racing nasce per le vere e proprie competizioni, con componenti di qualità superiore rispetto alle versioni base e proiettate per un uno più agonistico. Rimane comunque guidabile con la patente Am.
Dal 2003 sui modelli RR vengono introdotte nuove plastiche e grafiche su tutta la gamma. Nello stesso anno viene commercializzato il modello RR Alu che beneficia di un nuovo telaio in alluminio e grafiche dedicate.
Dal 2006 è stata presentata anche nella versione Motard.
Concorre sul mercato dei 50 con l'Aprilia RX 50, il Derbi Senda DRD Pro 50 R, il Fantic Motor Caballero Regolarità 50, l'HM CRE 50 Six Competition, il Rieju MRX 50 Pro, e la Yamaha DT50 R.
Nel luglio 2011 vengono presentati i modelli “Model Year 2012” che sono stati rinnovati con telaio nuovo e una nuova livrea derivata dai modelli più grandi, i freni sono ora a margherita e sulla versione Racing sono presenti forcelle rovesciate da 41 marzocchi.
Nel 2019 è stata presentata la versione Track, con forcelle a steli rovesciati da 41mm della RI6V, silenziatore anodizzato rosso, motore Minarelli AM6 come tutti i più recenti Beta 50cc, cerchioni a raggi in alluminio da 17" e 3 speciali colorazioni Track: Bianco e Rosso, Nero e Rosso, e, nuova nel 2020, Blu e Rosso. La versione Racing invece vanta forcelle regolabili a steli rovesciati da 41mm della RI6V, serbatoio trasparente, forcellone in alluminio, monoammortizzatore regolabile, leveraggio al posteriore, doppio radiatore e la rimozione del miscelatore. Entrambe le versioni hanno in comune il telaio verniciato di rosso, silenziatore anodizzato rosso, motore Minarelli AM6 e cerchioni in alluminio (17"-17" per la versione Track, 18"-21" per la versione Racing).
Nel fine 2020 vengono aggiornate alla normativa Euro 5.
Per il “Model Year 2021” il modello viene nuovamente aggiornato, con un telaietto posteriore rivisto, un faro posteriore a LED, un serbatoio nuovo e delle nuove plastiche che prendono largamente ispirazione dai modelli di cilindrata più grande. Le versioni Racing e Track mantengono le caratteristiche che le hanno sempre contraddistinte dalle altre versioni di gamma più bassa.
Fino ad oggi gli ultimi aggiornamenti hanno riguardato solo il lato estetico.

### 125
4T
Prodotto dal 2006 sia in versione fuoristrada che motard, questo modello monta praticamente una ciclistica uguale al 50 base, con differenze minime non apprezzabili nell'utilizzo quotidiano, il motore è un tranquillo monocilindrico 4T a 5 marce che presenta consumi molto contenuti (30 km/litro) a prestazioni con potenza massima rilevata alla ruota 10,5 Cv. Questo propulsore è derivato da un progetto Yamaha, sviluppato in Brasile alla fine degli anni '70.
Nel 2010 viene introdotto un nuovo modello RR 125 LC, in versione motard ed enduro, che presenta una ciclistica completamente rivista ma soprattutto viene montato il motore da 125cc raffreddato a liquido di produzione Yamaha/Minarelli da 15 Cv come previsto dal codice della strada.
Questo e il modello di cilindrata inferiore hanno subito vari restyling, di solito effettuati nell'autunno, presentando ogni anno un modello stilisticamente differente che però ispirava sempre in modo vago i modelli Enduro che corrono nei vari campionati nazionali e mondiali.
2T
Introdotto nel giugno 2017 per l'anno 2018 vanta l'omologazione Euro 4 pur mantenendo il carburatore, il motore è stato completamente progettato in Beta Motor dal reparto R&D (ricerca e sviluppo)

### 250
4T
Prodotto dal 2005 al 2007, questo è il modello più semplice e meno costoso, monta un motore KTM (come anche gli altri modelli fino al 2009) monocilindrico, quattro tempi di 249,6 cm³ di cilindrata.
2T
Prodotto a partire dal 2013 con motorizzazione ideata e sviluppata dalla stessa Beta

### 300
Prodotto a partire dal 2013 con motorizzazione ideata e sviluppata dalla stessa Beta

### 350
Questo modello fa il suo ingresso in produzione a metà 2010.Monta il nuovo motore Made in Beta come su tutti i modelli post 2009.

### 400
Prodotto dal 2005, questo modello presenta un'impostazione simile al più piccolo 250, il motore, di cilindrata di 398 cm³, mostra un carattere molto più docile e trattabile rispetto ai due maggiori modelli, il 450 e il 525.

### 450
Prodotto dal 2005, modello con sospensione anteriore Marzocchi Shiver da ø 45 mm, monoammortizzatore posteriore con leveraggio progressivo e altri vari dettagli che lo distanziano dalla produzione base dei 250 e 400. Nel 2010 anch'esso viene rinnovato con motore Beta e telaio dedicato, verrà anche allestita una versione Factory con forcelle Marzocchi Shiver da ø 50 mm, scarico racing e varie parti in carbonio ed ergal (presenti anche i modelli 400 e 500 factory).

### 498
Derivato dal motore Beta 450 entra in produzione dal 2011, telaio e sospensioni sono identiche agli altri modelli del 2011.

### 525
Prodotto dal 2005 come modello di punta della serie, monta un motore di 510 cm³ di cilindrata e presenta una ciclistica uguale al modello 450, anche se è presente anche una versione racing (uguale per la 450 tranne la cilindrata) che presenta forcelle maggiorate da 50 mm di diametro, motore con pistone forgiato, nuovo scarico racing e varie altre modifiche. Poi questo modello viene rimpiazzato dal 2009 dal Beta RR 520.